# NHL Entry Draft 2005
Der NHL Entry Draft 2005 fand am 30. Juli 2005 im The Westinn Ottawa in Ottawa, Kanada statt. Die 30 NHL-Teams hatten dabei die Chance sich die Rechte an den hoffnungsvollsten Talenten zu sichern. Jedes Team durfte pro Runde einen Spieler auswählen, sofern das Team das Wahlrecht nicht in einem Transfer abgegeben hatte.

## Ausgangssituation
Die Saison 2004/05 wurde wegen des Lockout abgesagt. Der eigentliche Termin für den Draft war der 25. Juni, doch da sich die NHL und die Spieler noch nicht geeinigt hatten, wurde der Draft zu diesem Termin abgesagt. Am 30. Juli fand der Draft nicht, wie normalerweise in einer mit Zuschauern gefüllten großen Halle statt, sondern im kleinen Rahmen in einem Hotel in Ottawa. Die für den 25. Juni gemietete Multifunktionsarena in Ottawa wäre zum zweiten Termin verfügbar gewesen, doch auf so kurze Zeit war die Veranstaltung im großen Rahmen nicht zu organisieren.
Da normalerweise die Abschlusstabelle der NHL und das Abschneiden der für die Play-offs qualifizierten Teams Grundlage der Draft-Reihenfolge ist, musste die Reihenfolge diesmal über eine spezielle Lotterie entschieden werden. In einem Topf waren insgesamt 48 Kugeln mit den Namen der Teams, wobei es vier Teams mit drei Kugeln, zehn Teams mit zwei Kugeln und die restlichen Teams mit je einer Kugel gab. Die Regelung war, dass jedes Team zum Anfang drei Kugeln hat. Dann wurden für jede Play-off-Teilnahme in den letzten drei Jahren eine Kugel abgezogen und für jeden ersten Draftpick (1st overall Draftpick) ebenfalls eine Kugel. Eine Kugel pro Team musste aber mindestens übrig bleiben. So hatten Teams, die in den letzten Jahren keinen Erfolg hatten bessere Chancen auf eine hohe Draftposition.
3 Kugeln
- Buffalo Sabres, Columbus Blue Jackets, New York Rangers, Pittsburgh Penguins

2 Kugeln
- Mighty Ducks of Anaheim, Atlanta Thrashers, Calgary Flames, Carolina Hurricanes, Chicago Blackhawks, Edmonton Oilers, Los Angeles Kings, Minnesota Wild, Nashville Predators, Phoenix Coyotes

Eine Kugel
- Boston Bruins, Colorado Avalanche, Dallas Stars, Detroit Red Wings, Florida Panthers, Montréal Canadiens, New Jersey Devils, New York Islanders, Ottawa Senators, Philadelphia Flyers, San Jose Sharks, St. Louis Blues, Tampa Bay Lightning, Toronto Maple Leafs, Vancouver Canucks, Washington Capitals

Gewinner der Lotterie waren die Pittsburgh Penguins, die als erstes gezogen wurden. Während es nach einer normalen Saison in der zweiten Runde des Draft so weiter geht, dass man die Reihenfolge der ersten Runde beibehält, begann diesmal die zweite Runde in umgekehrter Reihenfolge. So durften die Pittsburgh Penguins sich den ersten Spieler auswählen, waren dann aber erst wieder dran, als Spieler Nummer 60 und somit der letzte der zweiten Runde ausgewählt wurde.

## Draftergebnis
In den Rankings der NHL-Scouts wurde an Nummer eins in Nordamerika Sidney Crosby geführt, der dann auch als erster Spieler im Draft von den Pittsburgh Penguins ausgewählt wurde. Erster nicht aus Nordamerika stammender Spieler war der im Europa-Ranking auf Platz eins liegende Anže Kopitar aus Slowenien, der von den Los Angeles Kings an Position 11 gedraftet wurde. Einziger Deutscher war Philip Gogulla, der in der zweiten Runde an Position 48 von den Buffalo Sabres gedraftet wurde.

### Runde 1
| #  | Spieler              | Nationalität       | NHL Team                            | College/Junior/Club Team                     |
| -- | -------------------- | ------------------ | ----------------------------------- | -------------------------------------------- |
| 1  | Sidney Crosby (C)    | Kanada             | Pittsburgh Penguins                 | Rimouski Océanic (QMJHL)                     |
| 2  | Bobby Ryan (RW)      | Vereinigte Staaten | Mighty Ducks of Anaheim             | Owen Sound Attack (OHL)                      |
| 3  | Jack Johnson (D)     | Vereinigte Staaten | Carolina Hurricanes                 | USA Hockey National Team Development Program |
| 4  | Benoît Pouliot (LW)  | Kanada             | Minnesota Wild                      | Sudbury Wolves (OHL)                         |
| 5  | Carey Price (G)      | Kanada             | Montréal Canadiens                  | Tri-City Americans (WHL)                     |
| 6  | Gilbert Brulé (C)    | Kanada             | Columbus Blue Jackets               | Vancouver Giants (WHL)                       |
| 7  | Jack Skille (RW)     | Vereinigte Staaten | Chicago Blackhawks                  | USA Hockey National Team Development Program |
| 8  | Devin Setoguchi (RW) | Kanada             | San Jose Sharks (von Atlanta)       | Saskatoon Blades (WHL)                       |
| 9  | Brian Lee (D)        | Vereinigte Staaten | Ottawa Senators                     | Moorhead High School (USHS, MN)              |
| 10 | Luc Bourdon (D)      | Kanada             | Vancouver Canucks                   | Val-d'Or Foreurs (QMJHL)                     |
| 11 | Anže Kopitar (C)     | Slowenien          | Los Angeles Kings                   | Södertälje SK (Schweden)                     |
| 12 | Marc Staal (D)       | Kanada             | New York Rangers (von San Jose)     | Sudbury Wolves (OHL)                         |
| 13 | Marek Zagrapan (C)   | Slowakei           | Buffalo Sabres                      | Chicoutimi Saguenéens (QMJHL)                |
| 14 | Sasha Pokulok (D)    | Kanada             | Washington Capitals                 | Cornell University (ECAC)                    |
| 15 | Ryan O’Marra (C)     | Japan/ Kanada      | New York Islanders                  | Erie Otters (OHL)                            |
| 16 | Alex Bourret (RW)    | Kanada             | Atlanta Thrashers (von NY Rangers)  | Lewiston MAINEiacs (QMJHL)                   |
| 17 | Martin Hanzal (C)    | Tschechien         | Phoenix Coyotes                     | HC České Budějovice                          |
| 18 | Ryan Parent (D)      | Kanada             | Nashville Predators                 | Guelph Storm (OHL)                           |
| 19 | Jakub Kindl (D)      | Tschechien         | Detroit Red Wings                   | Kitchener Rangers (OHL)                      |
| 20 | Kenndal McArdle (LW) | Kanada             | Florida Panthers (von Philadelphia) | Moose Jaw Warriors (WHL)                     |
| 21 | Tuukka Rask (G)      | Finnland           | Toronto Maple Leafs                 | Tampereen Ilves (Finnland)                   |
| 22 | Matt Lashoff (D)     | Vereinigte Staaten | Boston Bruins                       | Kitchener Rangers (OHL)                      |
| 23 | Niclas Bergfors (RW) | Schweden           | New Jersey Devils                   | Södertälje SK                                |
| 24 | T. J. Oshie (C)      | Vereinigte Staaten | St. Louis Blues                     | Warroad High School (USHS, MN)               |
| 25 | Andrew Cogliano (C)  | Kanada             | Edmonton Oilers                     | St. Michael’s Buzzers (OPJHL)                |
| 26 | Matt Pelech (D)      | Kanada             | Calgary Flames                      | Sarnia Sting (OHL)                           |
| 27 | Joe Finley (D)       | Vereinigte Staaten | Washington Capitals (von Colorado)  | Sioux Falls Stampede (USHL)                  |
| 28 | Matt Niskanen (D)    | Vereinigte Staaten | Dallas Stars                        | Virginia High School (USHS, MN)              |
| 29 | Steve Downie (RW)    | Kanada             | Philadelphia Flyers (von Florida)   | Peterborough Petes (OHL)                     |
| 30 | Vladimír Mihálik (D) | Slowakei           | Tampa Bay Lightning                 | Pesov (Slowakei)                             |

### Runde 2
| #  | Spieler                    | Nationalität               | NHL Team                           | College/Junior/Club Team                     |
| -- | -------------------------- | -------------------------- | ---------------------------------- | -------------------------------------------- |
| 31 | Brendan Mikkelson (D)      | Kanada                     | Mighty Ducks of Anaheim            | Portland Winter Hawks (WHL)                  |
| 32 | Tyler Plante (G)           | Kanada                     | Florida Panthers                   | Brandon Wheat Kings (WHL)                    |
| 33 | James Neal (LW)            | Kanada                     | Dallas Stars                       | Plymouth Whalers (OHL)                       |
| 34 | Ryan Stoa (C)              | Kanada                     | Colorado Avalanche                 | USA Hockey National Team Development Program |
| 35 | Marc-Édouard Vlasic (D)    | Kanada                     | San Jose Sharks                    | Québec Remparts (QMJHL)                      |
| 36 | Taylor Chorney (D)         | Vereinigte Staaten Kanada  | Edmonton Oilers                    | Shattuck St. Mary’s (High School)            |
| 37 | Scott Jackson (D)          | Kanada                     | St. Louis Blues                    | Seattle Thunderbirds (WHL)                   |
| 38 | Jeff Frazee (G)            | Vereinigte Staaten         | New Jersey Devils                  | USA Hockey National Team Development Program |
| 39 | Petr Kalus (RW)            | Tschechien                 | Boston Bruins                      | HC Vítkovice                                 |
| 40 | Michael Sauer (D)          | Vereinigte Staaten         | New York Rangers                   | Portland Winter Hawks (WHL)                  |
| 41 | Ondřej Pavelec (G)         | Tschechien                 | Atlanta Thrashers (von NY Rangers) | HC Kladno                                    |
| 42 | Justin Abdelkader (LW)     | Vereinigte Staaten         | Detroit Red Wings                  | Cedar Rapids RoughRiders (USHL)              |
| 43 | Michael Blunden (RW)       | Kanada                     | Chicago Blackhawks                 | Erie Otters (OHL)                            |
| 44 | Paul Stastny (C)           | Vereinigte Staaten         | Colorado Avalanche (von Phoenix)   | University of Denver (WCHA)                  |
| 45 | Guillaume Latendresse (RW) | Kanada                     | Montréal Canadiens                 | Drummondville Voltigeurs (QMJHL)             |
| 46 | Dustin Kohn (D)            | Kanada                     | New York Islanders                 | Calgary Hitmen (WHL)                         |
| 47 | Tom Fritsche (LW)          | Vereinigte Staaten Schweiz | Colorado Avalanche                 | Ohio State University (CCHA)                 |
| 48 | Philip Gogulla (LW)        | Deutschland                | Buffalo Sabres                     | Kölner Haie (DEL)                            |
| 49 | Chad Denny (D)             | Kanada                     | Atlanta Thrashers (von San Jose)   | Lewiston MAINEiacs (QMJHL)                   |
| 50 | Dany Roussin (LW)          | Kanada                     | Los Angeles Kings                  | Rimouski Océanic (QMJHL)                     |
| 51 | Mason Raymond (LW)         | Kanada                     | Vancouver Canucks                  | Camrose Kodiaks (AJHL)                       |
| 52 | Chris Durand (C)           | Kanada                     | Colorado Avalanche                 | Seattle Thunderbirds (WHL)                   |
| 53 | Andrew Kozek (LW)          | Kanada                     | Atlanta Thrashers                  | Surrey Eagles (BCHL)                         |
| 54 | Dan Bertram (RW)           | Kanada                     | Chicago Blackhawks                 | Boston College (H-East)                      |
| 55 | Adam McQuaid (D)           | Kanada                     | Columbus Blue Jackets              | Sudbury Wolves (OHL)                         |
| 56 | Marc-André Cliche (C)      | Kanada                     | New York Rangers                   | Lewiston MAINEiacs (QMJHL)                   |
| 57 | Matt Kassian (LW)          | Kanada                     | Minnesota Wild                     | Kamloops Blazers (WHL)                       |
| 58 | Nate Hagemo (D)            | Vereinigte Staaten         | Carolina Hurricanes                | University of Minnesota (WCHA)               |
| 59 | Pier-Olivier Pelletier (G) | Kanada                     | Phoenix Coyotes                    | Drummondville Voltigeurs (QMJHL)             |
| 60 | T. J. Fast (D)             | Kanada                     | Los Angeles Kings                  | Camrose Kodiaks (AJHL)                       |
| 61 | Michael Gergen (D/LW)      | Vereinigte Staaten         | Pittsburgh Penguins                | Shattuck St. Mary’s (High School)            |

### Runde 3
| #  | Spieler                 | Nationalität       | NHL Team              | College/Junior/Club Team                   |
| -- | ----------------------- | ------------------ | --------------------- | ------------------------------------------ |
| 62 | Kristopher Letang (D)   | Kanada             | Pittsburgh Penguins   | Val-d’Or Foreurs (QMJHL)                   |
| 67 | Kris Russell (D)        | Kanada             | Columbus Blue Jackets | Medicine Hat Tigers (WHL)                  |
| 68 | Evan Brophey (F)        | Kanada             | Chicago Blackhawks    | Belleville Bulls (OHL)                     |
| 72 | Jonathan Quick (G)      | Vereinigte Staaten | Los Angeles Kings     | University of Massachusetts Amherst (NCAA) |
| 73 | Radek Smoleňák (LW)     | Tschechien         | Tampa Bay Lightning   | Kingston Frontenacs (OHL)                  |
| 83 | Mikko Lehtonen (RW)     | Finnland           | Boston Bruins         | Espoo Blues                                |
| 85 | Ben Bishop (GK)         | Vereinigte Staaten | St. Louis Blues       | Texas Tornado (NAHL)                       |
| 87 | Marc-André Gragnani (D) | Kanada             | Buffalo Sabres        | P.E.I. Rocket (QMJHL)                      |
| 88 | T. J. Hensick (C)       | Vereinigte Staaten | Colorado Avalanche    | University of Michigan (NCAA)              |
| 91 | Oskars Bārtulis (D)     | Lettland           | Philadelphia Flyers   | Moncton Wildcats (QMJHL)                   |

### Runde 4
| #   | Spieler                         | Nationalität       | NHL Team              | College/Junior/Club Team     |
| --- | ------------------------------- | ------------------ | --------------------- | ---------------------------- |
| 92  | Marek Bartánus (RW/LW)          | Slowakei           | Tampa Bay Lightning   | HC Košice                    |
| 95  | Cody Bass (C)                   | Kanada             | Ottawa Senators       | Mississauga IceDogs (OHL)    |
| 96  | Chris Butler (V)                | Vereinigte Staaten | Buffalo Sabres        | Sioux City Musketeers (USHL) |
| 98  | Ilja Subow (C)                  | Russland           | Ottawa Senators       | Salawat Julajew Ufa          |
| 101 | Jared Boll (RW)                 | Vereinigte Staaten | Columbus Blue Jackets | Lincoln Stars (USHL)         |
| 103 | Mattias Ritola (C)              | Schweden           | Detroit Red Wings     | Leksands IF (SEL)            |
| 105 | Keith Yandle (D)                | Vereinigte Staaten | Phoenix Coyotes       | Moncton Wildcats (QMJHL)     |
| 106 | Vladimír Sobotka (C)            | Tschechien         | Boston Bruins         | HC Slavia Prag               |
| 108 | Niklas Hjalmarsson (D)          | Schweden           | Chicago Blackhawks    | HV71 Jönköping               |
| 116 | Jordan LaVallée-Smotherman (LW) | Vereinigte Staaten | Atlanta Thrashers     | Québec Remparts (QMJHL)      |
| 120 | Wjatscheslaw Truchno (C)        | Russland           | Edmonton Oilers       | P.E.I. Rocket                |
| 122 | Morten Madsen (C/LW)            | Dänemark           | Minnesota Wild        | Frölunda HC                  |
| 125 | Tommi Leinonen (D)              | Finnland           | Pittsburgh Penguins   | Kärpät Oulu                  |

### Runde 5
| #   | Spieler                 | Nationalität       | NHL Team                | College/Junior/Club Team                     |
| --- | ----------------------- | ------------------ | ----------------------- | -------------------------------------------- |
| 127 | Bobby Bolt (LW)         | Kanada             | Mighty Ducks of Anaheim | Kingston Frontenacs (OHL)                    |
| 131 | Tomáš Pöpperle (G)      | Tschechien         | Columbus Blue Jackets   | HC Sparta Prag                               |
| 132 | Darren Helm (C)         | Kanada             | Detroit Red Wings       | Medicine Hat Tigers (WHL)                    |
| 133 | Stanislav Lašček (RW)   | Slowakei           | Tampa Bay Lightning     | Saguenéens de Chicoutimi (LHJMQ)             |
| 137 | Johan Ryno (RW)         | Schweden           | Detroit Red Wings       | IFK Kumla (Division 1 Schweden)              |
| 140 | Taylor Dakers (G)       | Kanada             | San Jose Sharks         | Kootenay Ice (WHL)                           |
| 141 | Brian Salcido (V)       | Vereinigte Staaten | Mighty Ducks of Anaheim | Colorado College (NCAA)                      |
| 142 | Nathan Gerbe (LW)       | Vereinigte Staaten | Buffalo Sabres          | USA Hockey National Team Development Program |
| 144 | Masi Marjamäki (LW)     | Finnland           | New York Islanders      | Moose Jaw Warriors                           |
| 146 | Tom Wandell (C)         | Schweden           | Dallas Stars            | Södertälje SK                                |
| 148 | Anton Kryssanow (F)     | Russland           | Phoenix Coyotes         | HK Lada Toljatti                             |
| 149 | Derek Joslin (D)        | Kanada             | San Jose Sharks         | Ottawa 67’s (OHL)                            |
| 150 | Cal O’Reilly (C)        | Kanada             | Nashville Predators     | Windsor Spitfires (OHL)                      |
| 157 | Fredrik Pettersson (RW) | Schweden           | Edmonton Oilers         | Frölunda HC                                  |
| 160 | Matt Watkins (C)        | Kanada             | Dallas Stars            | Vernon Vipers (BCHL)                         |
| 162 | P. J. Fenton (C)        | Vereinigte Staaten | San Jose Sharks         | University of Massachusetts Amherst (NCAA)   |
| 171 | Nick Drazenovic (C)     | Kanada             | St. Louis Blues         | Prince George Cougars (WHL)                  |

### Runde 6
| #   | Spieler                        | Nationalität       | NHL Team              | College/Junior/Club Team     |
| --- | ------------------------------ | ------------------ | --------------------- | ---------------------------- |
| 163 | Marek Kvapil (LW)              | Tschechien         | Tampa Bay Lightning   | Saginaw Spirit (OHL)         |
| 164 | Roman Derljuk (D)              | Russland           | Florida Panthers      | HK Spartak Sankt Petersburg  |
| 179 | Brett Sutter (C)               | Kanada             | Calgary Flames        | Kootenay Ice (WHL)           |
| 181 | Tim Kennedy (LW)               | Vereinigte Staaten | Washington Capitals   | Sioux City Musketeers (USHL) |
| 187 | Andrei Subarew (D)             | Russland           | Atlanta Thrashers     | Frölunda HC                  |
| 189 | Kirill Starkow (C)             | Dänemark           | Columbus Blue Jackets | Salawat Julajew Ufa          |
| 190 | Matt D’Agostini (RW)           | Kanada             | Montréal Canadiens    | Guelph Storm (OHL)           |
| 191 | Wjatscheslaw Burawtschikow (D) | Russland           | Buffalo Sabres        | Krylja Sowetow Moskau        |

### Runde 7
| #   | Spieler                | Nationalität | NHL Team            | College/Junior/Club Team |
| --- | ---------------------- | ------------ | ------------------- | ------------------------ |
| 200 | Sjarhej Kaszizyn (LW)  | Belarus      | Montréal Canadiens  | HK Homel                 |
| 204 | Colin Greening (LW)    | Kanada       | Ottawa Senators     | Upper Canada College     |
| 205 | Mário Bližňák (C)      | Slowakei     | Vancouver Canucks   | HK Spartak Dubnica       |
| 216 | Anton Strålman (D)     | Schweden     | Toronto Maple Leafs | Skövde IK                |
| 219 | Nikolai Lemtjugow (RW) | Russland     | St. Louis Blues     | HK ZSKA Moskau           |
| 222 | Kyle Cumiskey (D)      | Kanada       | Colorado Avalanche  | Kelowna Rockets (WHL)    |
| 230 | Patric Hörnqvist (RW)  | Schweden     | Nashville Predators | Djurgårdens IF           |

## Hoffnungsvollste Talente
Vor dem Draft veröffentlichten die Talent-Scouts der NHL ein Ranking mit den hoffnungsvollsten Talenten. Es war davon auszugehen, dass die bestplatzierten der Rankings auch als erstes gedraftet werden. Die NHL rechnete folgenden Talenten die größten Chancen aus:

### Rankings
| Nordamerika             | Platz | Europa                   |
| ----------------------- | ----- | ------------------------ |
| Sidney Crosby – C       | 1.    | Anže Kopitar – C         |
| Benoît Pouliot – Flügel | 2.    | Martin Hanzal – C        |
| Bobby Ryan – Flügel     | 3.    | Jakub Vojta – C/Flügel   |
| Jack Johnson – V        | 4.    | Denis Istomin – V        |
| Gilbert Brulé – C       | 5.    | Niclas Bergfors – Flügel |

| Nordamerika            | Platz | Europa         |
| ---------------------- | ----- | -------------- |
| Carey Price            | 1.    | Tuukka Rask    |
| Pier-Olivier Pelletier | 2.    | Ondřej Pavelec |
| Tyler Plante           | 3.    | Jakub Lev      |

### Deutsche Talente
- Philip Gogulla (31. Juli 1987) gezogen von den Buffalo Sabres in Runde 2 (48. gesamt)